# LVS-2005
LVS-2005（ロシア語: ЛВС-2005）は、かつてロシア連邦のサンクトペテルブルクに存在した輸送用機器メーカーのペテルブルク路面電車機械工場（Петербургский трамвайно-механический завод, ПТМЗ）が製造した路面電車車両。「71-152」と言う形式番号も有する。

## 概要
ループ線が存在する都心や郊外の路線に適した片運転台の電車。ペテルブルク路面電車機械工場製およびロシア連邦製の路面電車車両の中で初めて量産された超低床電車（部分超低床電車）で、「パイオニア（Пионер）」と言う愛称で呼ばれる事もある。2車体連接式の編成を有するが、中央部の付随台車は運転台が存在する前方車体下部に設置されており、後方車体の方が全長は短い。動力台車が存在する箇所を除いた車内の60 %が床上高さ360 mmの低床構造になっており、4箇所の乗降扉（プラグドア）のうち中央2箇所の両開き扉は低床部に設置され、車椅子利用客向けの収納式スロープも搭載されている。主電動機は従来の直流電動機よりも信頼性やメンテナンスの容易さ、軽量化に適した誘導電動機が用いられている他、制動装置には電力が回収可能な回生ブレーキが採用されている。車両の耐用年数は20年を想定している。

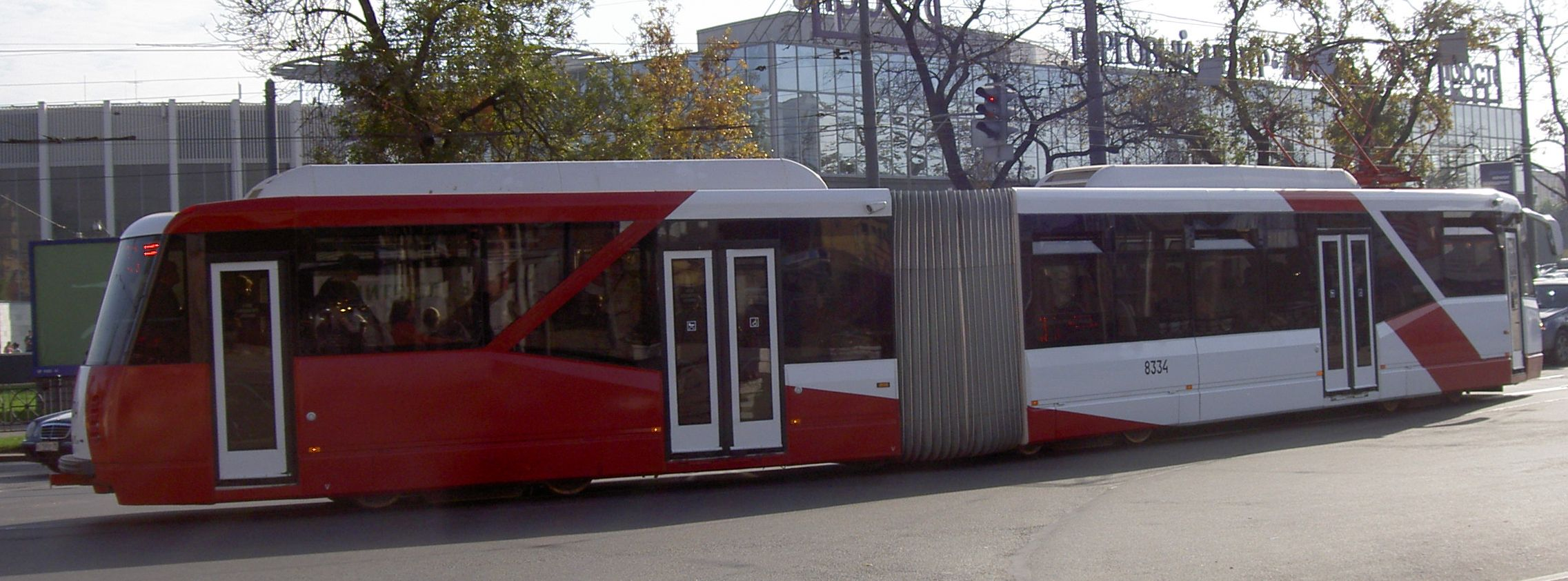
右側面（サンクトペテルブルク）
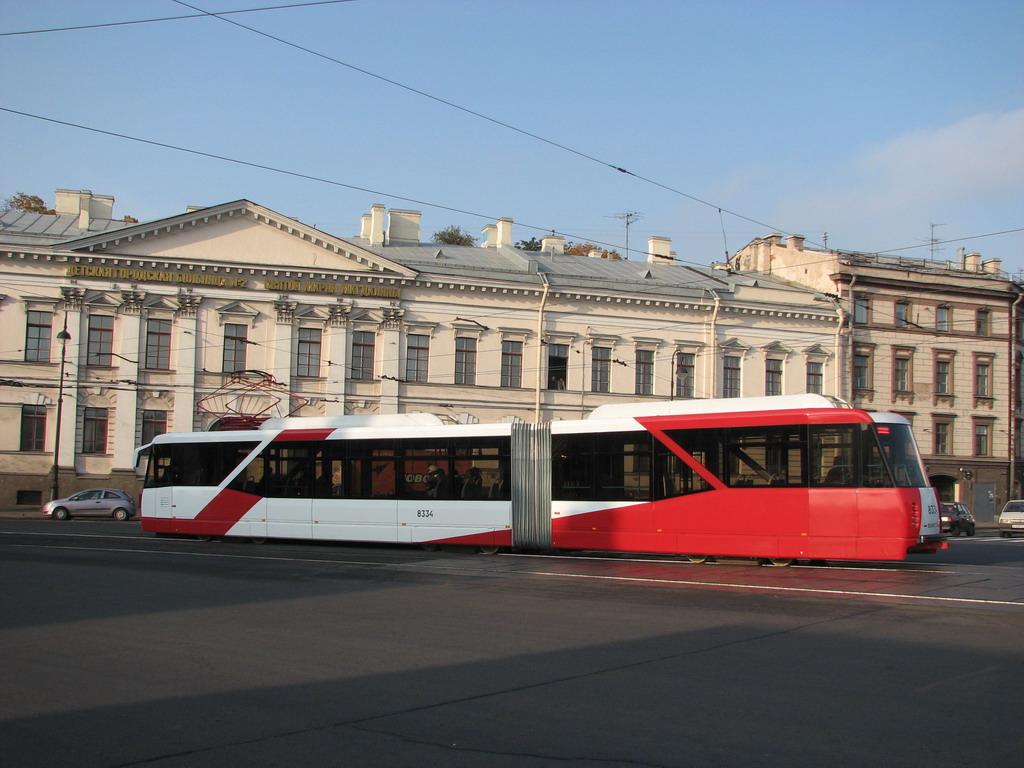
左側面には乗降扉が存在しない（サンクトペテルブルク）

## 運用
2019年現在、LVS-2005が使用されている路面電車路線は以下の通りである。

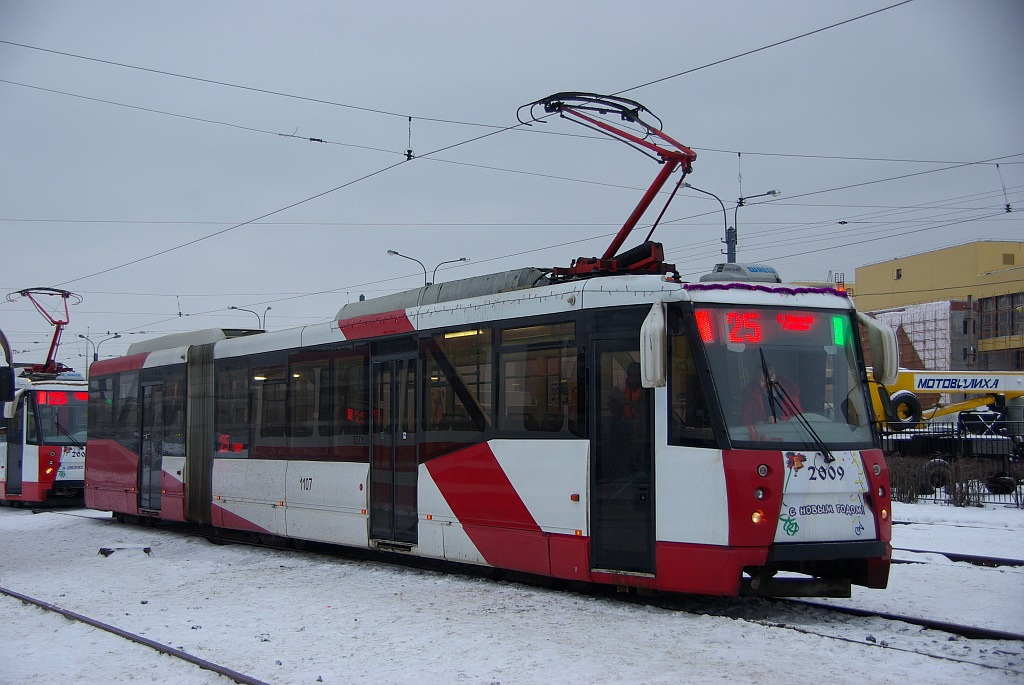
サンクトペテルブルク市電 ロシア連邦・サンクトペテルブルクの路面電車。2006年から2008年にかけて25両が導入され、2019年現在は全車とも1番車庫（Трамвайный парк № 1）に在籍する[4][5][8]。
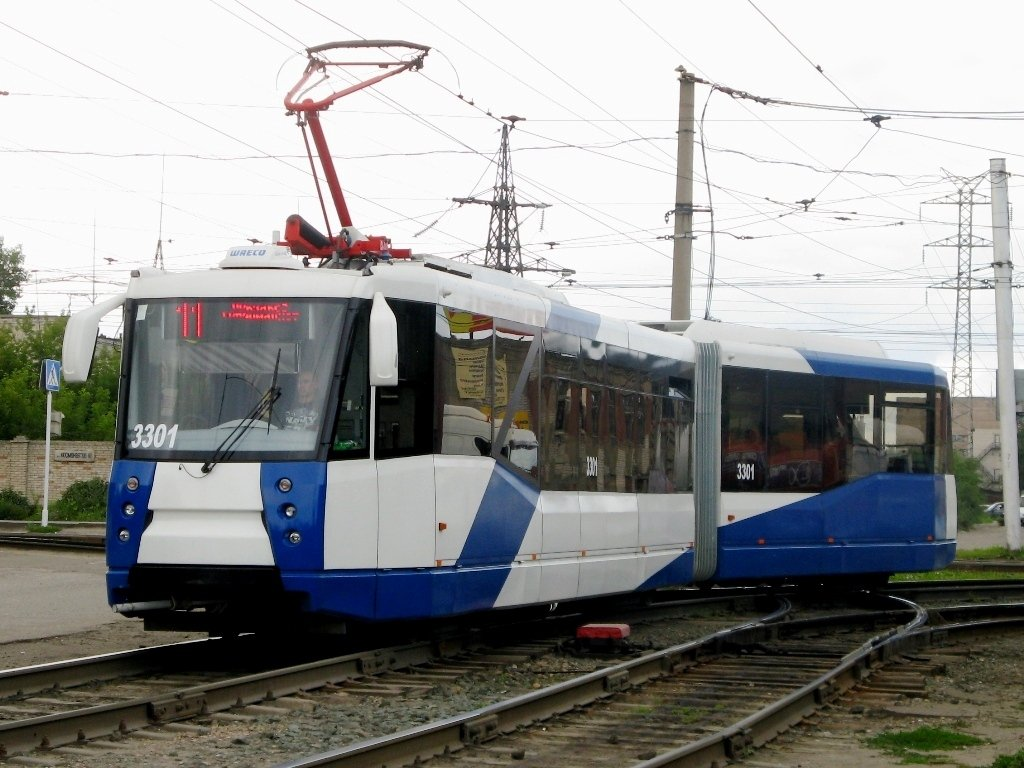
バルナウル市電 ロシア連邦・バルナウルの路面電車の近代化計画に合わせ、2009年に1両が導入された[4][6][7]。